# روم (بلژیک)
شهر روم (به فرانسوی: Rumes) در شهرستان تورنه  در استان انو  در منطقه فدرال والوون در کشور بلژیک واقع شده‌است.